# Clàudia Dasca i Romeu
Clàudia Dasca i Romeu (Sabadell, 4 de novembre de 1994) és una nedadora catalana, que competeix en proves d'estils i lliures de fons i mig fons.

## Trajectòria
Va començar la seva formació esportiva al Club Natació Sabadell i es va especialitzar en proves de natació de mig fons i fons. Com a resultat, l'any 2009 va assolir nombrosos títols i medalles, quan es trobava sota la supervisió de l'entrenador Albert Tubella. Concretament va aconseguir set medalles d'or al Campionat de Catalunya júnior, la medalla de plata en 400 metres estils i la de bronze en 1.500 metres lliure al Campionat d'Espanya d'hivern, i dues medalles d'or en 800 metres lliure i 400 metres estils al Campionat d'Espanya d'estiu. A nivell continental, va obtenir la medalla de plata en 1.500 metres lliure i la de bronze en 800 metres lliure al Campionat d'Europa júnior. L'any següent, el 2010, va tornar a assolir bons resultats amb una medalla d'or als 1.500 metres lliure i una de plata als 800 metres lliure del Campionat d'Europa júnior. Poc després es va proclamar campionat estatal absoluta del 1.500 metres lliure.
L'any 2012 va fer el salt a nivell olímpic i va participar en els Jocs Olímpic d'estiu, organitzats a Londres, i va acabar 25a de la general a la prova de 400 metres estils femenins sense que arribés a diputar la final. L'any 2013 va participar en els Jocs del Mediterrani, disputats a la ciutat turca de Mersin, i va aconseguir quatre medalles: la plata en els relleus de 4x200 metres i el bronze en 400 metres lliure, 800 metres lliure i 400 metres estils.
Dasca va estudiar Medicina a la Universitat Autònoma de Barcelona i l'any 2020, quan es trobava a sisè curs, va participar de voluntària a l'Hospital Germans Trias i Pujol («Can Ruti») de Badalona per a ajudar el personal sanitari en les seves tasques de lluita contra la pandèmia per COVID-19.